# Svenska Grönlandsexpeditionen 1883

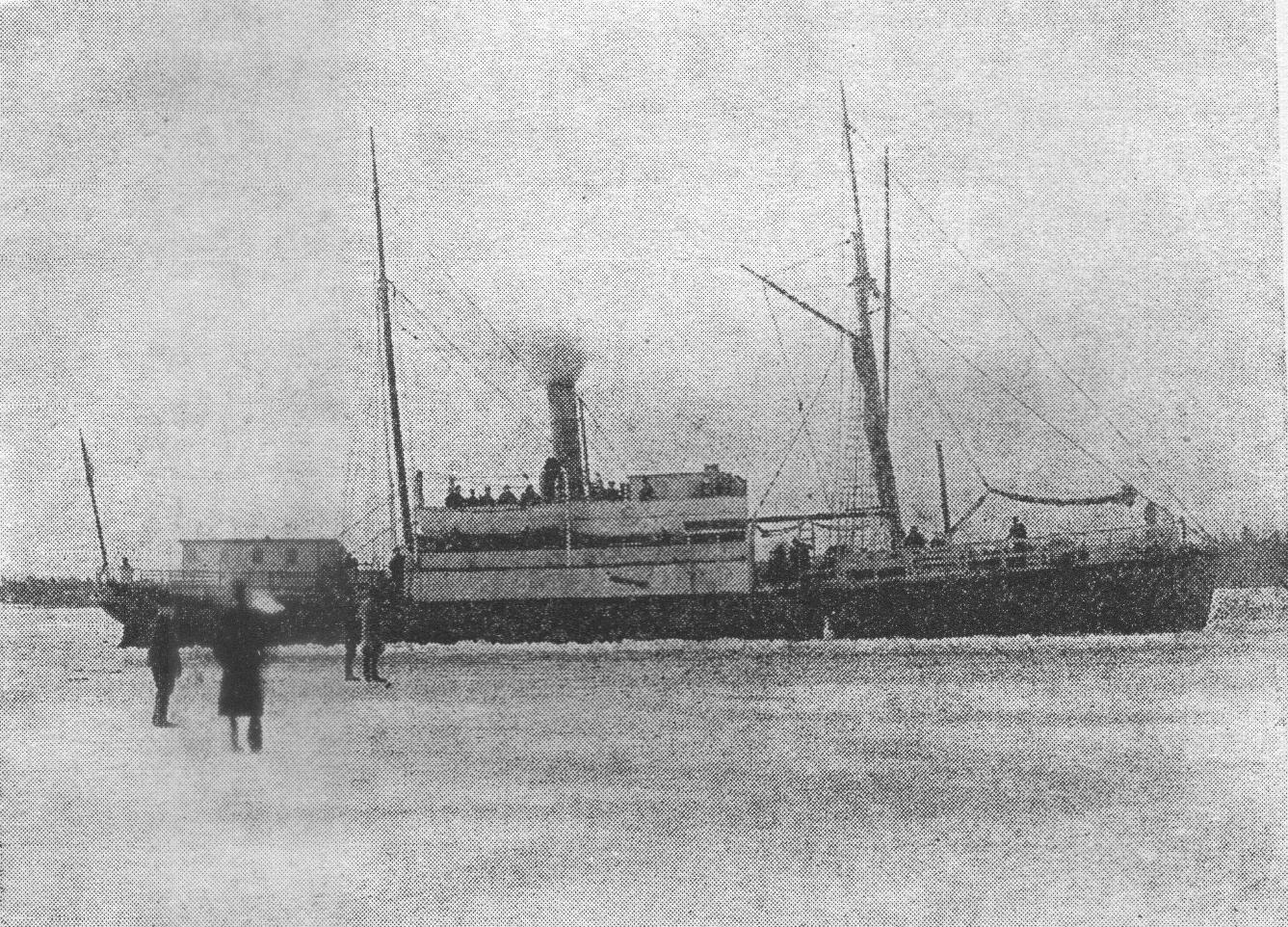
Kronoångaren Sofia

Svenska Grönlandsexpeditionen 1883, eller Andra Dicksonska expeditionen till Grönland, var en polarexpedition till Grönland, som organiserades och leddes av Adolf Erik Nordenskiöld sommaren 1883.

## Bakgrund
Under Vegaexpeditionens övervintring vid bosättningen Pitlekaj på Tjuktjerhalvön 1878–1879 hade inom expeditionen diskuterats mål för svensk polarforskning, varvid tanken på utforskande av Grönland kom upp. Adolf Erik Nordenskiöld hade redan 1870 företagit en kortare expedition dit. Nordenskiöld ville bland annat identifiera de gamla nordiska bosättningarna i Austerbygd och Västerbygd från mellan slutet av 900-talet och någon gång under 1400-talet.

## Expeditionen

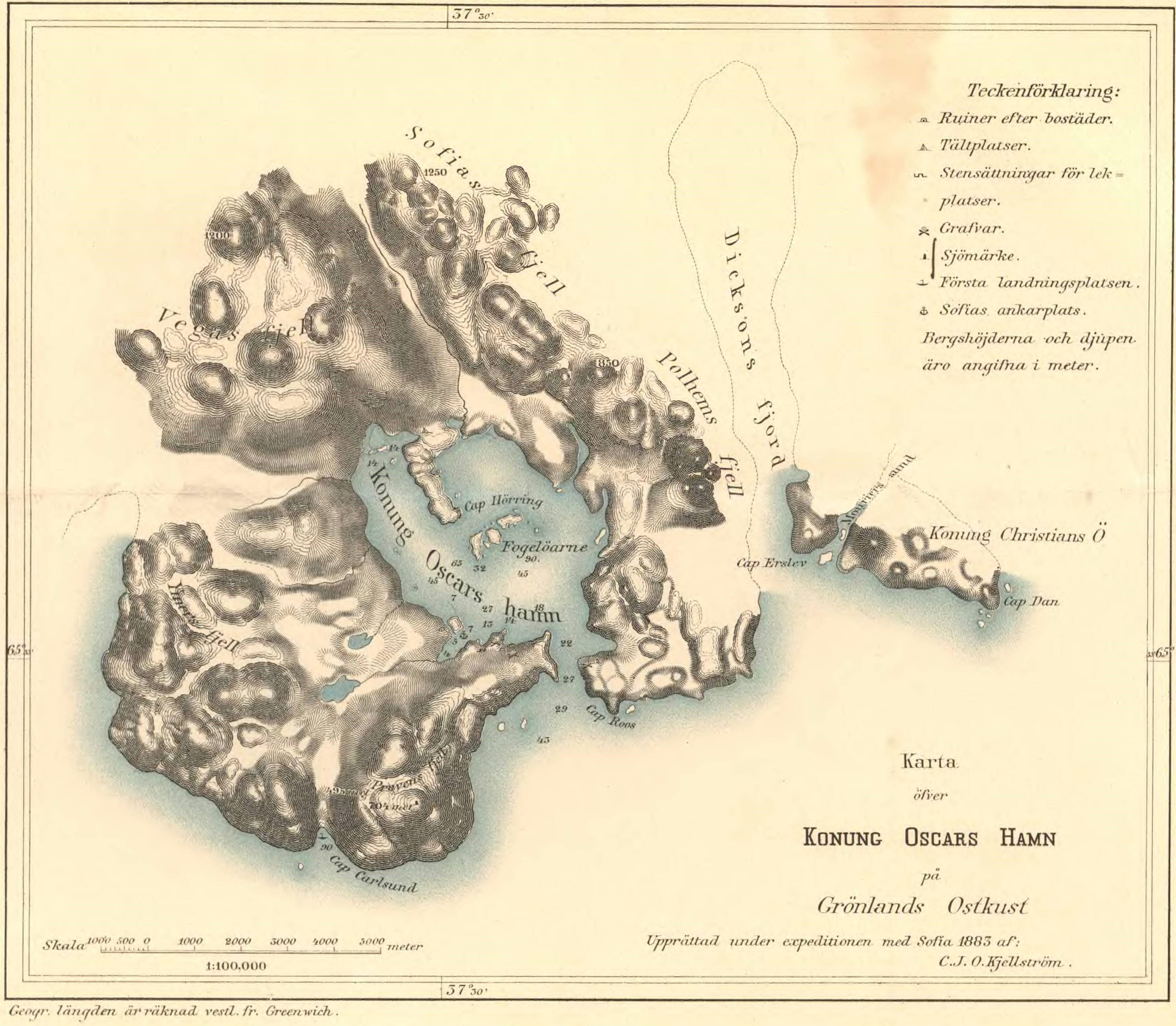
Karta över Konung Oscars Hamn, dagens Tasiilaqfjorden.

För expeditionen fick Nordenskiöld tillgång till Kronoångaren Sofia, som också använts vid Svenska Spetsbergenexpeditionen 1868. Fartygschef var Emil Nilsson (1850–1921) och besättningen i övrigt bestod av två styrmän, två maskinister samt tolv övriga medlemmar, inklusive samerna Pava Lars Nilsson Tuorda och Anders Rassa från Tuorpon sameby för deras kunskap att hantera skidor och slädar. 
Den vetenskapliga gruppen bestod av sex forskare förutom Adolf Erik Nordenskiöld själv: geologen och botanisten Alfred Nathorst, läkaren och botanisten Johan August Berlin, journalisten och zoologen Carl Forsstrand, zoologen Gustaf Kolthoff, hydrografen och geologen Axel Hamberg och kartografen och fotografen Otto Kjellström. 
Expeditionen, vars finansiär var Oscar Dickson, lämnade Göteborg den 23 maj 1883, anlände till Grönland den 17 juni och seglade till Grönlands västkust upp till Diskobukten via Reykjavik i Island. Därifrån gjordes en vandring över isen inåt land. Med början den 4 juli försökte Nordenskiöld ta sig över inlandsisen för att få kännedom om Grönlands inre med nio man och slädar. På 17 dagar kom expeditionen efter stor möda 110 kilometer inåt land. Nordenskiöld bad då Pava Lars Nilsson Tuorda och Anders Rassa att ensamma tränga ytterligare något österut. De genomförde från den 27 juli 1883 en skidtur på 230 kilometer inåt land och kunde konstatera att ingen isfri del kunde upptäckas. Skidturen var 460 kilometer lång och gjordes på 57 timmar med endast ett par timmars uppehåll i en grop för att skydda sig mot en storm. Därefter återvände expeditionen till kusten.
Ruiner efter norska bosättningar i Austerbygd vid Igalikofjorden undersöktes, och expeditionen gjorde också en tur till Grönlands östkust. Fartyget återkom till Göteborg den 27 september 1883.